# Przełęcz Jabłonkowska

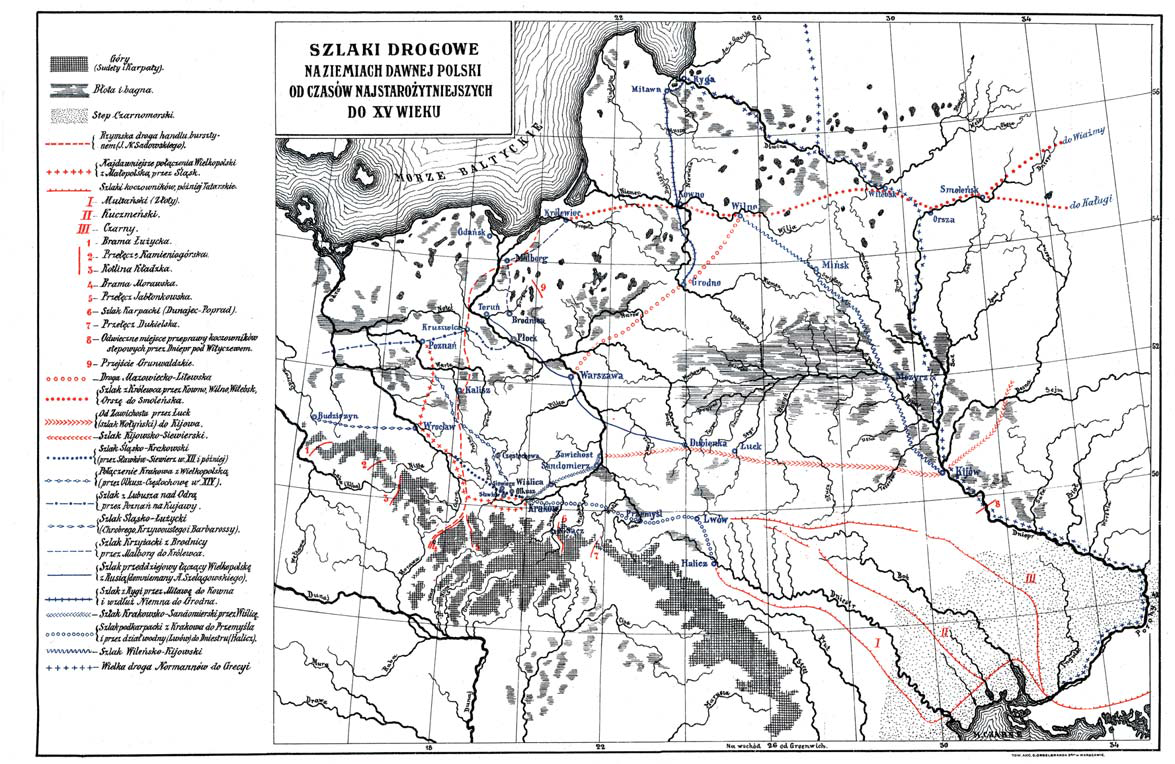
„Szlaki drogowe”, mapa z Geografii ziem dawnej Polski Antoniego Sujkowskiego (1918). Przełęcz Jabłonkowska oznaczona numerem 5.

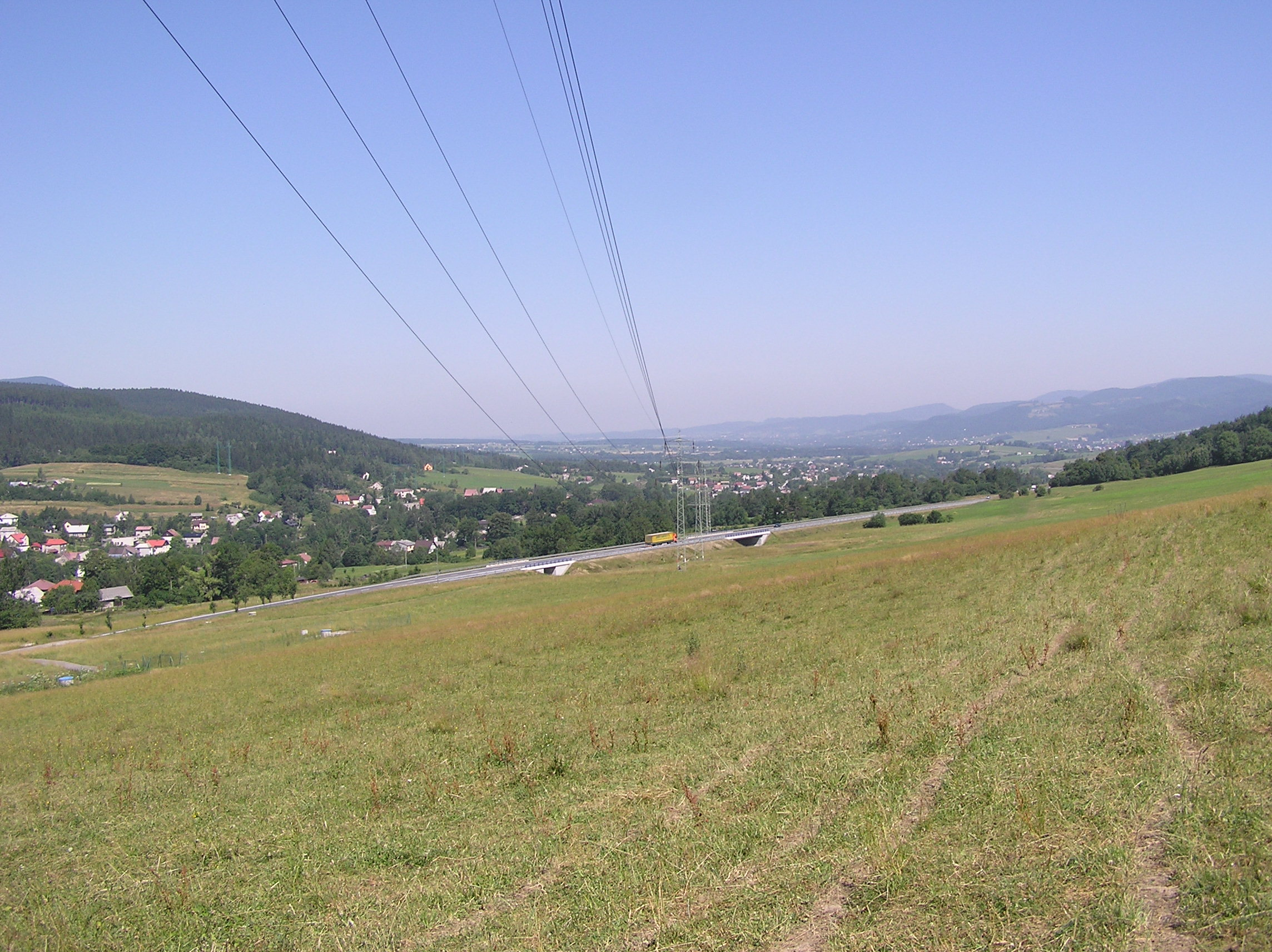
Przełęcz Jabłonkowska widziana z południowego wschodu, ze zboczy Girowej

Przełęcz Jabłonkowska (553 m n.p.m.; cz. Jablunkovský průsmyk) – przełęcz w głównym grzbiecie wododziałowym Karpat, w Beskidach Zachodnich (Czechy), w pobliżu granicy z Polską i Słowacją. Jedna z najniższych przełęczy w całym głównym grzbiecie karpackim, a po Przełęczy Dukielskiej drugi najniższy punkt w głównym wododziale europejskim na obszarze Beskidów.

## Położenie
Przełęcz Jabłonkowska oddziela Beskid Morawsko-Śląski na zachodzie od Beskidu Śląskiego na wschodzie. Od zachodu ogranicza ją masyw Skałki (932 m n.p.m.), od wschodu – masyw Girowej (840 m n.p.m.). Wody spływającej spod przełęczy na północ Osetnicy należą (poprzez Olzę i Odrę) do zlewiska Morza Bałtyckiego, natomiast wody spływającego ku południu Szlagurowego Potoku (słow. Šlahorov potok) należą (przez Czerniankę, Kisucę, Wag i Dunaj) do zlewiska Morza Czarnego.
Jest to jedno z najważniejszych przejść komunikacyjnych przez główny grzbiet Karpat. Przechodzi przez nią szosa Žilina-Cieszyn, natomiast tunelem pod siodłem przełęczy – linia kolejowa na tej samej trasie.

## Historia
Ze względu na korzystne usytuowanie w osi doliny Wagu i Kysucy od południa i bardzo krótkiej doliny Olzy od północy przez Przełęcz Jabłonkowską od dwóch tysięcy lat prowadzi jeden z najważniejszych traktów transkarpackich, a zarazem jeden z głównych szlaków łączących południową i północną część Europy. Jak świadczą o tym znaleziska rzymskich monet w dolinie Olzy, przełęcz i wiodący przez nią szlak znane były już w czasach starożytnych. Być może wiodła tędy jedna z odnóg szlaku bursztynowego z Panonii nad Morze Bałtyckie. Od wczesnego średniowiecza wiódł przez przełęcz szlak, łączący dawne tzw. Górne Węgry (dzisiejsza Słowacja) ze Śląskiem. Pod koniec średniowiecza zyskał on nazwę „Miedzianej Drogi” od miedzi, którą do Wrocławia i dalej, do bogatych miast hanzeatyckich nad Bałtykiem i Morzem Północnym, wozili Fuggerowie z „bani” (kopalń) w dzisiejszej środkowej Słowacji.
Od XI w. przełęcz wyznaczała południową granicę Śląska, a później – Śląska Cieszyńskiego. W XVI w., gdy księstwo cieszyńskie przeszło pod berło Habsburgów, a środkowe Węgry opanowali Turcy, Przełęcz Jabłonkowska nabrała nowego znaczenia strategicznego jako punkt obronny na granicy cesarstwa. Odtąd aż do połowy XIX w. strzegły jej tzw. szańce jabłonkowskie, usytuowane na południowym przedmurzu przełęczy.
Od wybuchu wojny trzydziestoletniej do rozbicia potęgi tureckiej pod Wiedniem przez przełęcz, będącą jedynym zdatnym do tego celu przejściem ze Śląska na Węgry, przemieszczały się wielotysięczne oddziały wojskowe. Tędy również w 1655 r. powracał ze Śląska do wschodniej Małopolski (południową stroną Karpat) wraz z liczącym 2 tys. ludzi orszakiem król polski Jan Kazimierz. Następny okres ożywienia ruchu przez przełęcz przypadł na okres wojen prusko-austriackich o Śląsk w XVIII w.
Milowymi krokami w rozwoju komunikacji przez przełęcz stały się przebudowa traktu śląsko-węgierskiego w końcu XVIII stulecia, a później budowa Kolei Koszycko-Bogumińskiej, której odcinek biegnący z Cieszyna przez Przełęcz Jabłonkowską do Żyliny otwarto w styczniu 1871 r.
W październiku 1938 r. przełęcz znalazła się na terytorium Polski, która zajęła zarówno obszary położone na północ od niej (Zaolzie), jak i południe (aż po Czadcę).
W nocy z 25 na 26 sierpnia 1939 r. tunel kolejowy pod siodłem przełęczy i pobliska stacja kolejowa w Mostach koło Jabłonkowa były celami ataku niemieckiego oddziału dywersyjnego, nazwanego później „incydentem jabłonkowskim”. Zadaniem dywersantów (niezrealizowanym) było opanowanie strategicznego tunelu. Tunel pod Przełęczą Jabłonkowską został wysadzony przez polskich saperów ok. godziny 6.00 rano w dniu 1 września, tuż przed nadejściem oddziałów niemieckich żołnierzy. Komunikacja kolejowa jedną nitką tunelu została przez Niemców uruchomiona w lutym 1940 r., a drugi tunel odbudowano dopiero w 1941 r.